# Hendrick Goltzius
Hendrick Goltzius (Muhlbracht, gennaio o febbraio 1558 – Haarlem, 1º gennaio 1617) è stato un pittore e incisore olandese.
È stato uno dei primi grandi incisori olandesi del primo periodo Barocco, conosciuto come Manierismo settentrionale, noto per una tecnica sofisticata e per "l'esuberanza" delle sue composizioni.

## Biografia
Goltzius nacque nel 1558 a Muhlbracht, un antico villaggio del ducato di Jülich, localizzato attualmente a Brüggen, nella Renania Settentrionale-Vestfalia (Germania). In fasce, fu vittima di un terribile incidente in cui rischiò di morire carbonizzato; la sua mano destra subì comunque una grave ustione, come dimostra anche un disegno in cui l'artista la ritrasse con un'evidente malformazione.
All'età di tre anni, Goltzius si trasferì con la famiglia nella città tedesca di Duisburg. Qui studiò pittura per alcuni anni presso il padre, apprendendo invece le tecniche dell'incisione dal versatile artista Dirck Volckertszoon Coornhert, allora residente a Kleve. Insieme a quest'ultimo, nel 1577, effettuò un viaggio ad Haarlem, dove si stabilì definitivamente. Nella stessa città collaborò con l'incisore Philip Galle nella realizzazione di storie della vita di Lucrezia.
Nel 1579, all'età di 21 anni, sposò una vedova maggiore d'età, Margaretha Jansdr, divenendo patrigno di Jacob Matham, suo futuro collaboratore, noto anch'esso per le sue incisioni. Il suo brusco rapporto con la moglie, tuttavia, lo spinse maggiormente ad intraprendere un viaggio in Italia, compiuto nel 1590, grazie al quale poté ammirare i capolavori di Michelangelo nella Cappella Sistina.

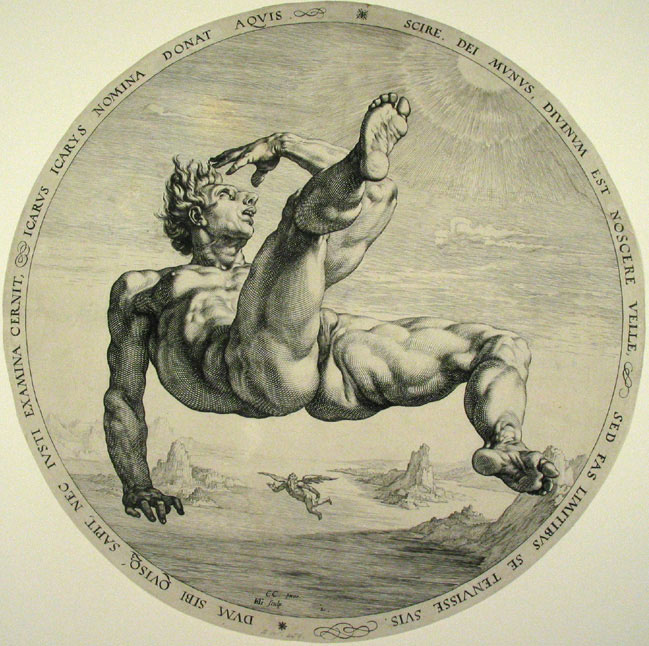
Icaro, incisione di Hendrik Goltzius.

Ritornato in patria nell'agosto del 1591, Goltzius intraprese un'intensa attività nella sua bottega, grazie all'aiuto di numerosi allievi, pubblicando incisioni e distinguendosi come esperto disegnatore anche oltre i confini della sua città. All'alba del nuovo secolo, l'artista si cimentò in una nuova tecnica, studiata, ma mai ben praticata: la pittura, dimostrando anche in questo campo una straordinaria maestria. I suoi soggetti, per lo più nudi di sesso maschile o femminile, sono intrisi di una forte sensualità, ottenuta grazie ad un sapiente uso delle luci e dei chiaroscuri.
Goltzius morì ad Haarlem, il primo giorno del 1617, al culmine della sua carriera. È sepolto nella Chiesa Grande di San Bavone di Haarlem, dove è pure conservato un suo dipinto del 1594.
Tra i suoi allievi si ricorda Jan Harmensz von Müller.

## Opere

### Incisioni
- Calpurnio, 1586, incisione, 366 x 235 mm, Amsterdam, Rijksmuseum.
- Portatore di stendardo, 1587, incisione, 286 x 199 mm, Amsterdam, Rijksmuseum.
- Apollo, 1588, incisione, 347 x 263 mm, Amsterdam, Rijksmuseum.
- Dirck Volkertsz Coornhert, 1590 circa, incisione, Amsterdam, Rijksmuseum.
- Circoncisione nella Chiesa di San Bavone ad Haarlem, 1594, incisione, 470 x 355 mm, Londra, British Museum.
- Quis evadet?, 1594, incisione, 212 x 153 mm, ubicazione ignota.
- Ritratto di Frederick de Vries, 1597, incisione, 360 x 266 mm, Amsterdam, Rijksmuseum.
- Bacco con una coppa, incisione, 240 x 140 mm, Torgiano, Museo del vino.

### Pittura
- Adone morto, 1609, olio su tela, 76,5 x 76,5 cm, Amsterdam, Rijksmuseum.
- Mercurio, 1611, olio su tavola, 214 x 120 cm, Haarlem, Frans Hals Museum.
- Minerva, 1611, olio su tavola, 214 x 120 cm, Haarlem, Frans Hals Museum.
- Giove ed Antiope, 1612, olio su tela, 122 x 178 cm, Haarlem, Frans Hals Museum.
- Ercole e Caco, 1613, olio su tavola, 207 x 142,5 cm, Haarlem, Frans Hals Museum.
- Vertumno e Pomona, 1613, olio su tela, 90 x 149,5 cm, Amsterdam, Rijksmuseum.
- Cristo Redentore, 1613, olio su tavola, 85 x 70 cm, collezione privata.
- Venere e Adone, 1614, olio su tela, 141 x 191 cm, Monaco, Alte Pinakothek.
- Susanna e i vecchioni, 1615, olio su tela, 138 x 104 cm, Boston, Museum of Fine Arts.
- Lot e le figlie, 1616, olio su tela, 140 x 204 cm, Amsterdam, Rijksmuseum.
- La caduta dell'uomo, 1616, olio su tela, 104,5 x 138 cm, Washington, National Gallery of Art.
- Giove e Antiope, 1616, olio su tela, 100 x 133 cm, Parigi, Musée du Louvre.
- Cadmo uccide il drago, prima del 1617, olio su tela, Kolding, Museet på Koldinghus.

### Altre tecniche
- Venere tra Cerere e Bacco, anni 1590, inchiostro e gesso su carta, Bruxelles, Musées Royaux des Beaux-Arts.
- Ritratto dello scultore Pierre Francheville, 1591 circa, gesso nero e rosso, pennellato di grigio e marrone, 415 x 308 mm, Amsterdam, Rijksmuseum.
- Ritratto dello scultore Giambologna, 1591, gesso, 370 x 300 mm, Haarlem, Museo Teylers.
- Autoritratto, 1592-1594, disegno, Vienna, Graphische Sammlung Albertina.
- Senza Cerere e Bacco, Venere non esisterebbe, 1599-1602, inchiostro e olio su tela, 105 x 80 cm, Filadelfia, Philadelphia Museum of Art.
- La cucina del ricco, penna e gesso su carta, 20 x 33 cm, Leida, Rijksuniversiteit,  Prentenkabinet.
- Quis Evadet?, 1614, penna e gesso marrone, 46 x 35 cm, New York, Pierpont Morgan Library.